# Hans Dorfner
Hans Dorfner (ur. 3 lipca 1965 w Nittendorfie) – niemiecki piłkarz występujący na pozycji pomocnika.

## Kariera klubowa
Dorfner karierę rozpoczynał jako junior w amatorskim ASV Undorf. W 1982 roku trafił do juniorskiej ekipy Bayernu Monachium. W sezonie 1983/1984 został włączony do jego pierwszej drużyny. Nie rozegrał wówczas jednak żadnego spotkania w barwach Bayernu. W 1984 roku na dwa sezony został wypożyczony do drugoligowego 1. FC Nürnberg. Już w pierwszym sezonie awansował z tą drużyną do Bundesligi. Zadebiutował w niej 10 sierpnia 1985 w wygranym 1:0 pojedynku z VfL Bochum. 31 sierpnia 1985 w wygranym 4:1 meczu z Borussią Dortmund strzelił pierwszego gola w trakcie gry w Bundeslidze. W ciągu dwóch sezonów w 1. FC Nürnberg rozegrał 51 ligowych spotkań i zdobył 6 bramek.
W 1986 roku powrócił do Bayernu. Debiut w jego barwach zaliczył 23 sierpnia 1986 przeciwko 1. FC Köln (3:0). W 1987 roku zdobył z klubem mistrzostwo Niemiec. Dotarł z nim także do finału Pucharu Europy, jednak Bayern przegrał tam 1:2 z FC Porto. W 1988 roku wywalczył z Bayernem wicemistrzostwo Niemiec. W 1989 oraz 1990 zdobywał z nim mistrzostwo Niemiec. W styczniu 1991 roku odszedł do 1. FC Nürnberg. Spędził tam cztery sezony, a w 1994 roku z powodu przewlekłej kontuzji postanowił zakończyć karierę.
| Sezon   | Klub             | Kraj   | Rozgrywki     | Mecze | Bramki |
| ------- | ---------------- | ------ | ------------- | ----- | ------ |
| 1983/84 | Bayern Monachium | Niemcy | Bundesliga    | 0     | 0      |
| 1984/85 | 1. FC Nürnberg   | Niemcy | 2. Bundesliga | 34    | 5      |
| 1985/86 | 1. FC Nürnberg   | Niemcy | Bundesliga    | 17    | 1      |
| 1986/87 | Bayern Monachium | Niemcy | Bundesliga    | 17    | 1      |
| 1987/88 | Bayern Monachium | Niemcy | Bundesliga    | 29    | 4      |
| 1988/89 | Bayern Monachium | Niemcy | Bundesliga    | 22    | 6      |
| 1989/90 | Bayern Monachium | Niemcy | Bundesliga    | 29    | 5      |
| 1990/91 | Bayern Monachium | Niemcy | Bundesliga    | 14    | 1      |
| 1990/91 | 1. FC Nürnberg   | Niemcy | Bundesliga    | 15    | 1      |
| 1991/92 | 1. FC Nürnberg   | Niemcy | Bundesliga    | 18    | 1      |
| 1992/93 | 1. FC Nürnberg   | Niemcy | Bundesliga    | 23    | 2      |
| 1993/94 | 1. FC Nürnberg   | Niemcy | Bundesliga    | 4     | 0      |

## Kariera reprezentacyjna
W reprezentacji Niemiec Dorfner zadebiutował 12 sierpnia 1987 w wygranym 2:1 meczu towarzyskim meczu z Francją. W 1988 roku został powołany do kadry na Mistrzostwa Europy. Nie wystąpił na nich ani razu, a Niemcy dotarły w nim do półfinału. 6 września 1989 w zremisowanym 1:1 towarzyskim spotkaniu w Irlandią zdobył pierwszą bramkę w drużynie narodowej. W latach 1987–1989 w kadrze wystąpił siedem razy i zdobył jedną bramkę.